# Brooke Krueger
Brooke Elizabeth Krueger-Billett (Tailem Bend, 9 juli 1980) is een Australische atlete, die is gespecialiseerd in het kogelslingeren. Eenmaal nam ze deel aan de Olympische Spelen, maar bleef medailleloos. Ze werd twee keer Australisch kampioene in het kogelslingeren.

## Biografie
Op de Gemenebestspelen 2002 liet Brooke Krueger een beste worp van 63,13 m optekenen, goed voor de vierde plaats.
Op de Olympische Spelen van 2004 in Athene gooide ze de kogel 63,88 ver, maar hiermee geraakte ze niet door de kwalificaties.
In 2006 won ze het kogelslingeren op de Gemenebestspelen 2006 met een beste worp van 67,90.

## Titels
- Australisch kampioene kogelslingeren – 2003, 2006

## Persoonlijke records
Outdoor
| Onderdeel      | Prestatie | Datum           | Plaats |
| -------------- | --------- | --------------- | ------ |
| kogelslingeren | 70,72 m   | 5 februari 2006 | Sydney |

## Palmares

### kogelslingeren
- 1998: 19e WJK – 52,15 m
- 2002: 4e Gemenebestspelen – 63,13 m
- 2003: 16e WK – 64,84 m
- 2004: 33e OS – 63,88 m
- 2006:  Gemenebestspelen – 67,90 m
- 2006: 7e Wereldbeker - 65,92 m